# کریستین ریموندی
کریستین ریموندی (انگلیسی: Cristian Raimondi؛ زادهٔ ۳۰ آوریل ۱۹۸۱) بازیکن فوتبال اهل ایتالیا است.
از باشگاه‌هایی که در آن بازی کرده‌است می‌توان به باشگاه فوتبال آسکولی، باشگاه فوتبال آتالانتا، باشگاه فوتبال لیورنو، باشگاه فوتبال ویچنزا، باشگاه فوتبال پالرمو، باشگاه فوتبال پرو ورچلی، و باشگاه فوتبال اتلتیکو آرتزو اشاره کرد.